# Hi-Fi
Hi-Fi（ハイファイ）とは、字義的には、High Fidelity（高忠実度、高再現性）の略語であり、音響機器などにおいて「原音や原画に忠実な再現」という意味を持つ。また、録音や録画し再生する場合に発生するノイズやひずみが、最小限に抑えられている、といったことをいう。映像において同様に情報量が多いことについては高精細度（「ハイデフ」とも）と言う。アナログ・オーディオが主流であったかつての時代と違い、21世紀には一般的なオーディオ装置でも明瞭でテンポが正確な音は当たり前に実現できるようになったため、あまり使用されなくなった言葉である。
1950年代以降、オーディオ事業が世界的に発展していく流れの中で、レコードプレーヤーやコンポーネントステレオなど、特に高音質を目指す家庭用オーディオシステムの商品カテゴリーをハイファイ・オーディオと呼び、その他一般的なオーディオ商品カテゴリーを「ゼネラル・オーディオ」と呼んだ。その名残りで、現在でも家庭用高音質オーディオシステムをハイファイ・オーディオと呼ぶことが多い。その場合は当社比で高音質と言っているだけの場合もあり、プロ目線やマニア目線で見て高音質であるかは必ずしも重要ではない。かつてのアナログ・オーディオの時代に言われていた程度のHi-Fiであれば、デジタル・オーディオの時代に入ってからワウフラッターが無くなり、可聴帯域の再生は当然としてSN比も大幅に向上したこともあって、一般大衆向けのゼネラルオーディオでも満たせるようになっており、2010年代以降はピュアオーディオあるいはハイレゾが高忠実度を示す新たなキーワードになっている。

## 歴史

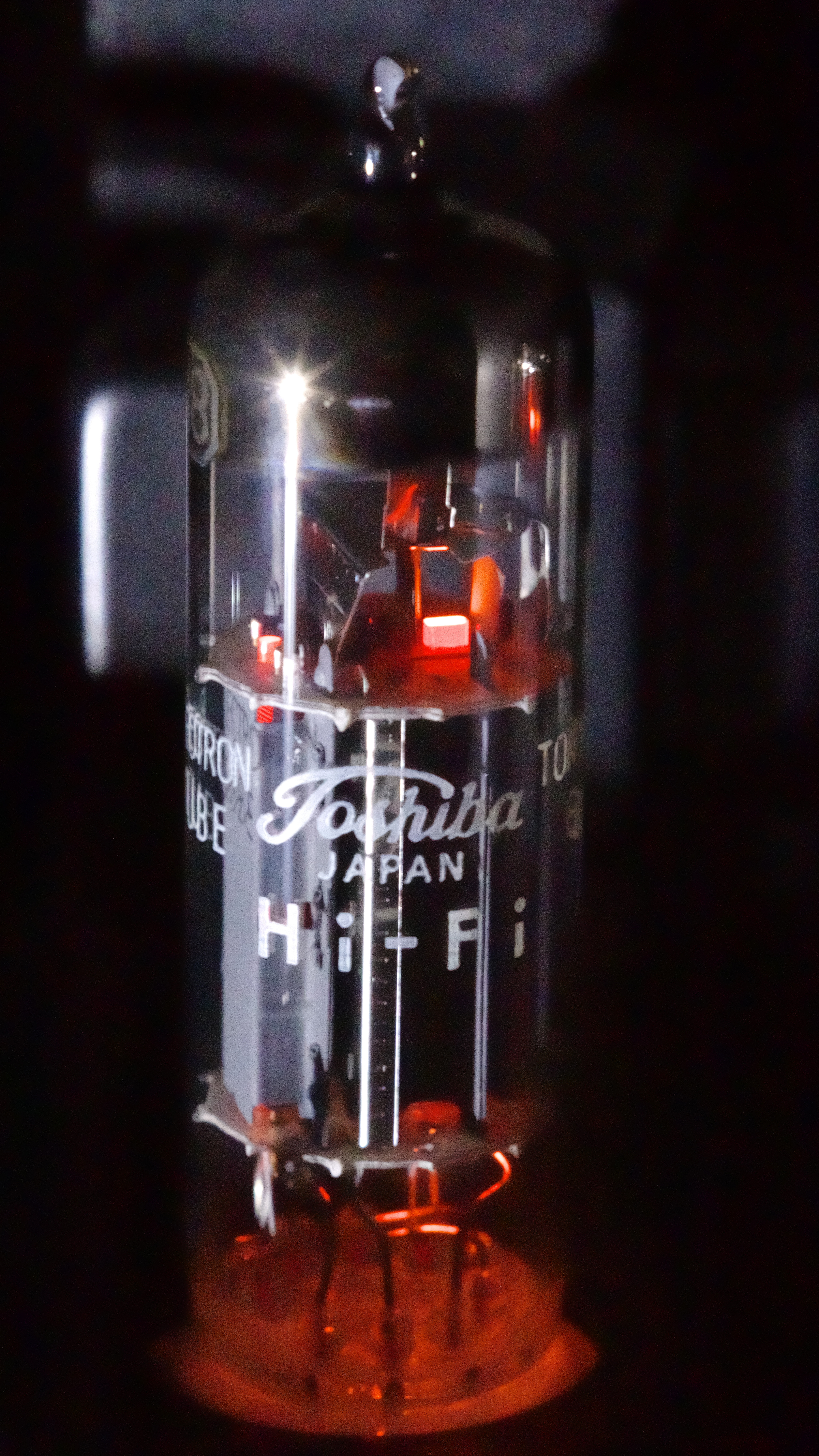
東芝製Hi-Fi真空管(6BM8)

1920年代に電気的信号変換による音声信号の記録再生が発明されてから、円盤式レコードなど新しい技術が多く導入され続けてきた。またラジオの普及と共に、真空管アンプとスピーカーによる音声の再現が一般的になってきた。それにつれ、音楽などを電気的に記録したレコードを、より高音質で再生しようという試みが盛んになり、まず1930年代に米国RCAビクター社（日本での発売元は日本ビクター蓄音器）が、従来のSP録音より遥かに音質のよい『RCA Victor High Fidelity Recording』を発表し、他社に先駆けてハイファイ録音のレコードを売り出すに至った。当時はコロムビアやポリドールなど、他社も各々『Viva-Tonal Recording』や『Polyfar Recording』など高音質の録音方法を開発し発売していたが、結局「High Fidelity」という語が世間に定着するようになった。1950年代以降、様々なオーディオメーカーが「原音により忠実」という意味の「ハイ・フィデリティー（High Fidelity）」という言葉をマーケティングに使用するようになり、さらに一般的になった。
黎明期は蓄音機の高音質化などから始まり、音響機器がステレオ化するとハイファイの代名詞として「ステレオ」の語が装置に対して使われるようになり（安価な音響機器はモノラルが当然だった）、スピーカーまでを一体としたアンサンブル型ステレオやスピーカーを分離したセパレート型ステレオといった装置があった。次にオーディオマニアはより原音に忠実な音の再現を追求し、アンプ、チューナー、テープデッキなどを、それぞれ別々に買いそろえるコンポーネントステレオの時代が続いた。各社の製品の電気的特性（感度、出力電圧、入出力インピーダンス等）やコネクタが概ね共通しており、例えばどのメーカーのアンプを購入しても、他のメーカーのプレーヤーやテープデッキに接続できた。レコードに飽き足らないマニアは、高音質の市販録音テープを求め、更には自ら録音機材を背負って生録音に励んだ。また、FMステレオ放送のエアチェックも身近なハイファイソースとして大きな位置を占めた。
1960年代から1970年代にかけてはオーディオ専業メーカだけではなく、日本の大手電機メーカーもハイファイ市場に参入し、これらの商品の輸出は海外市場で評判となった。ソニーをはじめとする大手の総合音響メーカーは、カートリッジからスピーカーまで自社製品を揃え、システムコンポ（略して「シスコン」）と称して自社の単品コンポーネント製品をグレード別に組み合わせる前提としたステレオシステムをこぞって販売した。これに対し単品を前提としたコンポをバラコンと呼んだ。
ところが1980年代に入って、レコードに代わりCDが登場するとブームは様変わりするようになる。こういったデジタルオーディオ機器を用いると、誰でも比較的簡単且つ安価に十分高音質な音楽が楽しめるようになった。さらに、1980年代半ばには、VTRやレンタルビデオの普及によって、「AVブーム」が起きるものの、1990年代に入ると、バブル崩壊後の景気低迷などでオーディオにはお金をかけにくくなっていった。これにより次第に消費者の関心は、手軽なCDラジカセやミニコンポ（以下区別のため従来のコンポをフルサイズコンポとする）へと移っていった。このような流れの中で、多くの人々が高価なフルサイズコンポを買い揃え原音再生を目指した「オーディオブーム」は、1980年代半ば頃には終焉することになる。しかし、逆にダイナミックレンジの広いCDを本格的に高音質で再生するためには、レコード以上に上質な再生装置を要求するため、フルサイズコンポの需要は常に一定した割合で存在した。
フルサイズコンポのデメリットの一つに、占有スペースの大きさがあった。このため、1980年代からミニコンポが人気を集めていたが、その音質はフルサイズコンポに大きく劣るものであった。しかし、1990年代に入ると半導体技術の向上等により、ミニコンポサイズにフルサイズコンポの品質を詰め込むことが可能となり、DENON『PRESTA』シリーズ（1990年発売）、ケンウッド『K's』シリーズ（1993年発売）、ONKYO『INTEC185』シリーズ（1995年発売）など、従来のミニコンポがシスコンであったのに対して、一段格上のバラコンと（メーカー的には）位置付けしたミニコンポが出現し始め、「うさぎ小屋」とも言われている日本の狭い住宅環境でもハイファイ・オーディオに準じたステレオ装置を所有することが容易になった。
近年、ベビーブーマー、日本では「団塊の世代」が定年、引退するにつれ可処分所得が増え、ハイファイ・オーディオ機器を買い求めるケースが多くなっていると共に、DVDの普及により若年層もホームシアター機器を購入することが多くなっており、一部家電メディア誌などでは、「新たなハイファイ時代の到来」を予見、期待されている。

## ビデオデッキにおけるHi-Fi
ベータやVHSのビデオデッキでは音声信号を固定ヘッドで記録していた。ビデオテープはテープの走行速度が遅いため、カセットテープなどと比べて音質がかなり劣っていた。
そこで、音声信号を映像信号とともに回転ヘッドで記録する「ハイファイビデオ」が各社から登場することになった。回転ヘッドによって記録された音声信号を「ハイファイ音声」、従来の固定ヘッドで記録された音声信号を「ノーマル音声」または「リニア音声」と呼ぶ。
「ハイファイ音声」は、音声信号をFM変調で映像信号と同等の周波数に変換し、映像信号に重ねて記録する。映像信号用の広い帯域を使えるため飛躍的な高音質が実現できた。また、ノーマル音声は長時間モードではさらにテープ速度が遅くなり音質が劣化するのに対し、ハイファイ音声はほとんど影響を受けない。
なお、このハイファイ音声は、純粋なオーディオ機器ほどは高音質ではない。最大の欠点としてスイッチングノイズの問題がある。回転ヘッドは2つのヘッドで1/60秒ごとに交互に記録する（NTSC方式の画像の録画の場合）ので、その切り替えが60Hzの雑音として聞こえる（映像信号の場合はちょうど垂直帰線区間にあたるので問題がない）。また、周波数特性が優れている割にはSN比が悪く、カタログ値の80dBを実現するために強力なノイズリダクションを必要としていた。
その他、ハイファイ音声は原理的にアフレコができない。これは、自作ビデオを作る一部のユーザーにとって欠点となった。

### ベータマックス
ベータ陣営のハイファイ規格は「Beta hi-fi」である。第1号機は1983年4月に発売されたソニー「SONY SL-HF77」である。
特徴は、FM変調したステレオ音声を映像信号と混合した上で、同じヘッドで記録する点である。互いに影響が出ないように周波数を分ける必要があるため、音声信号は2つある映像信号（色と明暗）の周波数の隙間を利用した。
Beta hi-fiに特有の弱点は画質である。周波数の干渉は避けられず、ハイファイ記録されたテープをそれ以前に発売された機種で再生すると、音声信号が映像上に縞状のノイズとなって表れた。また、対応機種ではノイズは出ないものの水平解像度が犠牲になった。
これは画質の良さを売りにしていたベータにとって大きな問題となり、ソニーは画質を改善するために新しい規格（Hi-Bandベータ、SHBベータ）を連発する事となり、VHS陣営に対する劣勢の原因ともなった。
ソニーは、「Beta hi-fi」の性能を大々的に宣伝したが、欧州規格のベータマックスは、VHSと同様の深層記録を採用している。

### VHS
VHS陣営のハイファイ規格は「VHS Hi-Fi」と呼ばれる。まず1983年5月に松下電器産業（現・パナソニック）が「NV-800」を発売し、その後正式に規格として成立。同年11月には日本ビクター（現・JVCケンウッド）が「HR-D725」を発売した。どちらを1号機とするかは解釈による。
特徴は、FM変調したステレオ音声を映像信号とは混合せず、それぞれ専用の回転ヘッドで記録する点である。まず先行して音声ヘッドが記録し、その上から映像ヘッドが記録する。映像信号の搬送波は音声信号の搬送波よりも周波数が高く、厚み損失によってテープ深部は磁化されにくい。よってテープの同じトラックの深層部に音声が、表層部に映像の信号が記録されることになる。両者のヘッドはアジマスをずらしてあり、読み出す際はこのアジマスの違いを利用することで両者を別々に読み出すことができる。
VHS Hi-Fiの特有の欠点は互換性である。そもそもビデオテープは、記録時にヘッドが通った道筋（トラック）を再生時に正確にトレースする必要があり、これをトラッキングと呼ぶ。通常、トラッキングのずれは手動で調整できるようになっているので、ノンHiFi機であれば問題になることは少ない。しかし、VHS HiFi は音声信号と映像信号で別のヘッドを用いるため、その双方を調整しないといけないが、調整つまみはひとつしか存在せず、映像と音声の双方のトラッキングを両立できず、ほどほどで妥協するしかない。とくに他のビデオで録画したテープや、市販・レンタルソフトの再生時にはトラッキングが調整し切れず、映像・音声とも数秒～十数秒に1回の大きなノイズが周期的に入ったり、映像か音声どちらか片方にどうしてもノイズが生じたりするなど、クリアに再生できないことが少なくなかった。なお、再生時のトラッキングの微調整の煩わしさを解消させるため、自動で調整可能なデジタルトラッキング機能を搭載したVHS機が順次開発されることとなったが、映像と音声の双方のトラッキングを両立できない欠点は同様であった。
また家庭用ビデオカメラとしては記録するためのヘッド周りが複雑化しコストアップとなるためほとんど採用されなかった。
ハイファイ音声のアフレコが不可能な点はベータと同じである。ただしVHSの場合は深層記録のハイファイ音声を先に記録し、その後映像を重ねて記録してゆくことは可能であり、その機能を搭載した機種も発売されていた。

### 8ミリビデオ
後発の8ミリビデオでは、当初からハイファイ音声が規格化された。そのため、ベータにみられる画質低下や、VHSにみられる互換性の問題とは無縁であった。
しかしながらハイファイ音声は当初はモノラルのみであり、ステレオ音声への対応、およびアフレコについては、PCM（デジタル）音声によって行った。そのためベータやVHSに対して、ステレオ対応機のコストが高くなるという欠点があった。特にカメラ一体型ビデオは、ほとんどの機種がモノラル音声しか記録できなかった。そのため、他の機種との対抗上、またカムコーダーの普及機でもステレオ対応するため、後にAFM Hi-Fiステレオ技術によってハイファイ音声はステレオ化された。